# Komitet Wołyński
Komitet Wołyński – komitet powołany w 1943 w obliczu licznych mordów dokonywanych przez nacjonalistów ukraińskich na ludności polskiej na Wołyniu. Komitet wydał odezwę adresowaną do Polaków, krytykującą politykę przedwojennego wojewody Józewskiego i mającą podnieść na duchu ludnością polską na Wołyniu a także wzywającą Polaków z Generalnego Gubernatorstwa do udzielenia pomocy Polakom z Wołynia (Centralne Archiwum Wojskowe 413/62/53).

## Fragmenty odezwy
„Wołyń broczy obficie krwią polską, płoną na tej ziemi polskie wsie i miasta, giną pomniki kultury, niszczeje dorobek stuleci. Giną ci, którym powierzyliśmy obronę wschodnich rubieży polskości. Tysiące zagród spalonych, tysiące Polek pohańbionych, tysiące dzieci rozdartych na oczach matek.”
„Ukraińskie watahy, wysługujące się dziś niemieckiemu zaborcy rekrutują się spośród wychowanków woj. Józewskiego. Straszny posiew wydaje dziś polityka woj. Józewskiego przy pomocy napływowego elementu ukrainizująca Wołyń.”
„Germański ciemiężca wespół z Ukraińcami zgodnie dąży do tego, by polskość na wołyńskiej ziemi wytępić.”
„W błędzie są Ci, którzy sądzą, że polskość na ziemi Słowackiego i Czackiego może zginąć, ona się tu spotęguje i wspomoże.”
„Na straży praw i obowiązków Narodu do starej, krwawej ziemi staje Komitet Wołyński. W pierwszym rzędzie Komitet podejmuje starania mające na celu zapewnienie ludności polskiej na Wołyniu ochrony fizycznej. Komitet podejmuje zarazem akcję kierowania polskiej ludności Wołynia w głąb kraju.”
„Do Was, Rodacy ziem nadwiślańskich zwracamy się z wezwaniem: spieszcie Wołyniakom z pomocą.”